# Dellach
Dellach és un municipi austríac, dins de l'estat de Caríntia. L'any 2007 tenia 1.366 habitants. Limita amb els municipis de Dellach im Drautal al nord-oest, Kötschach-Mauthen al l'oest, Berg im Drautal al nord-est, Kirchbach a l'est, i Paularo al sud.

## Divisió administrativa
Es divideix en 12 Ortschaften:
| - Dellach (680) - Goldberg (31) - Gurina (8) - Höfling (4) - Leifling (168) - Monsell (12) | - Nölbling (127) - Rüben (3) - Sankt Daniel (291) - Siegelberg (0) - Stollwitz (39) - Wieserberg (10) |

## Administració
| Període | Identitat        | Partit |
| ------- | ---------------- | ------ |
| 2003-   | Christine Ploner | SPÖ    |

L'ajuntament de la vila està format per 15 membres dels partits:
- 6 SPÖ
- 6 ÖVP
- 4 BZÖ
- 1 FLÖ

| edit | Municipis del Districte d'Hermagor                                                                                        | Bandera de Caríntia |
| \| \| Dellach \\| Gitschtal \\| Hermagor-Pressegger See \\| Kirchbach \\| Kötschach-Mauthen \\| Lesachtal \\| Sankt Stefan im Gailtal \| | |                     |
| Mapa de Villach-Land | Dellach \| Gitschtal \| Hermagor-Pressegger See \| Kirchbach \| Kötschach-Mauthen \| Lesachtal \| Sankt Stefan im Gailtal |                     |